# 세라 서덜랜드
세라 서덜랜드(Sarah Sutherland, 1988년 2월 18일 ~ )는 미국의 배우이다.

## 출연 작품
- 왓 데이 해드 - 메리 역